# 少詹事
少詹事，中國清朝中央政府官職之一，創設於1644年，品等為正四品。該官職名為模仿明朝舊有機構並加以擴充。該官職設置於詹事府，主要輔佐詹事等主官。順治十五年（1658年），定滿語譯名為「伊勒希哈番」。1910年代，清朝滅亡後，該官職廢除。